# 博耶鎮區 (愛荷華州克勞福德縣)
博耶鎮區（英語：Boyer Township）是位於美國愛荷華州克勞福德縣的一個行政鎮區。

## 地方資料
根據2010年美國人口普查的數據，博耶鎮區的面積為92.61平方千米，當中陸地面積為92.41平方千米，而水域面積為0.19平方千米。當地共有人口233人，而人口密度為每平方千米2.52人。